# Tóth Anita
Tóth Anita (Debrecen, 1972. augusztus 6. –) magyar színésznő, a Budapesti Katona József Színház tagja.

## Életút
1994-1998 között a Színház- és Filmművészeti Főiskola hallgatója volt. 1998-2018 között a Katona József Színház tagja volt.

## Szerepek

### Színházi szerepeiből
A Színházi adattárban regisztrált bemutatóinak száma: 57.
| - Shakespeare: - Szentivánéji álom (Tündér) - Szeget szeggel (Franciska) - A vihar (Ariel) - Troilus és Cressida (Cassandra) - Pericles (Marina, Pericles lánya, Antiochus lánya, Simonides lánya, Diana) - Molière - Tartuffe (Flipote) - A mizantróp (Flipote) - Strindberg: Bertha és Axel (Ida) - Szép Ernő: Vőlegény (Pendzsi szolgáló) - Molnár Ferenc: Riviera (Cibulka) - Fassbinder: Petra von Kant keserű könnyei (Gabriele) - Różewicz: Csapda - Georges Feydeau: Hagyjál békén! (Miss Betting) - Hauptmann: A patkányok (Zelma) - Euripidész: Bakkhánsnők (Dionüszosz II) - Klíma: Alulról az ibolyát (Báránka) - Theresia Walser: King Kong lányai (Gréti) - Bernard-Marie Koltès: A néger és a kutyák harca (Leone) - Caragiale: Elveszett levél (Titkárnő) - William Congreve: Így él a világ (Adie/Betty/Peg) - Herczeg Ferenc: Majomszínház | - Lőrinczy Attila: Balta a fejbe (Csajszi) - Papp András-Térey János: Kazamaták - Spiró György: Koccanás (Védőnő, hajlott hátú asszony) - Orwell-Bozsik Yvette: Állatfarm (Rózsi, igásló) - Bozsik Yvette: János vitéz (Iluska) - Alulról az ibolyát (Tőgyike, nagynéni) - Brecht - Koldusopera (Sookie Tawdry) - Puntila úr és a szolgája, Matti (telefonos kisasszony) - Ödön von Horváth: - Mesél a bécsi erdő (Ida) - Mit csinál a kongresszus? (Első küldött) - Goethe: Stella (Annchen) - Gorkij: Barbárok (Sztyopa) - Lesz vigasz - Ibsen: Mennyország (Gudjon barátja) - Cole Porter: Csókolj meg Katám (Pops) - Eleje - Notóriusok 30.1 - Makszim Gorkij: Kispolgárok (Sztepanyida) - Carlo Collodi és Alekszej Tolsztoj: Pinokkió (Papagáj / Járókelő 1. / Fogadósné) - Caryl Churchill: Az iglic (Másik kislány; Lily kisbabája) |

### Mozgókép
| - Békölés (rövidfilm, 2005) - Herminamező - Szellemjárás (2005) - Taxidermia (2005) - A fény ösvényei (2005) - Sorstalanság (2005) - A kanyaron túl (2001) - A titok (1999) - Légyfogó (1998) - Csinibaba (1997) - Toxikoma (2021) | - Koccanás (2009) - Tóth Erzsébet - Az igazi halál (2007) - Szuromberek királyfi (2007) - A nyugalom (2006) - Trapiti (2006) - Régimódi történet (2006) - Aranyszabály (2002) - Bóbita (1998) - Szerelem est (1998) - A gőgös királykisasszony - Kézjegy - Veinhageni rózsabokrok |

### Szinkron
- Apró titkok
- Partvidéki szerelmesek
- Boldog karácsonyt!
- Egy hölgy és a herceg

## Díjai
- PUKK-díj (2014, 2010, 1999)
- Vastaps-díj[12] (2003)

## Hitvallás
"Mindent megteszek, hogy az embereket felvidítsam. Azért szeretek játszani is, hogy megérezzék, mennyire szép létezni. Akármi van. Látom, sokan olyan bizonytalankák. Nem bontakozik ki a kis lelkük, hogy rájöjjenek, mihez van közük. Már azon is szomorkodnak, hogy élnek. Iparkodom terelgetni, magammal huzigálni őket. (…) Nem izgultam azon, melyik színházba kerülök. Nem bánt, ha a szerep nem nagyobb egy nyúlfarknál. Csak adjuk oda magunkat a játéknak. (…) Úgy érzem, én azért vagyok itt, mert itt kell lennem. Mint egy lámpa, amelyik világít. Mint a szeretet meg a jóság. Most, hogy Arielt játszom A viharban, elgondolkodtam Prosperón. Nekem nincs varázserőm. De úgy szeretnék meghalni, mint ő. Olyan szép úgy elmenni, hogy minden dolgod elvégezted."

## Galéria

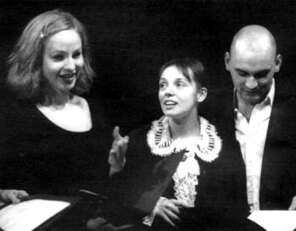
Ónodi Eszterrel és Rába Rolanddal (középen; fotó: Szilágyi Lenke)
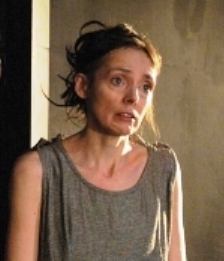
A mizantróp előadásán (fotó: Szilágyi Lenke)